# Droogbak 11
Droogbak 11 in Amsterdam is een gebouw in Amsterdam-Centrum.
De nummering van de straat Droogbak begint op nummer 1 met het Droogbak. Daartegenover bevindt zich een gevelwand met doorlopende (dat wil zeggen oneven en even) nummering tot nummer 17 op de hoek van de Buiten Wieringerstraat. Huisnummers 3 en 12 missen. De gebouwen kennen op huisnummer 11 na bescherming onder gemeentelijk of rijksmonument.
Droogbak 11 kent die dus bescherming niet. De originele bebouwing, de geschiedenis voert terug naar de 16e eeuw, is hier allang verdwenen, Tot midden jaren vijftig stonden op de plek twee gebouwen die in de periode 1955 tot 1957 werden afgebroken. Het werd jarenlang een lege plek in de buurt afgeschermd door een muur. Begin jaren negentig was stadsvernieuwing in Amsterdam nog in volle gang, waarbij hier de nadruk lag op kleine en betaalbare woningen. Voor woningbouwvereniging Lieven de Key ontwierp architect Wijnen voor deze plek en aan Haarlemmerstraat 29-41 een aantal jongerenwoningen. Voor het gebouw op de hoek van Droogbak en de Buiten Vissersstraat betekende het tweekamerwoningen met HAT-eenheden met daarboven een soort penthouse-achtige verdieping. De begane grond kent bedrijfsmatige eenheden. Het kent een centrale ingang aan de Buiten Vissersstraat 1.
De site "Gebouwd in Amsterdam" maakt expliciet melding dat bij de bouw geen enkele rekening is gehouden met het karakter van de aanpalende gebouwen. Droogbak 11 staat dan ook in schril contrast met de buurpanden Droogbak 10 en Droogbak 13, beide rijksmonument.